# ランギロア環礁
ランギロア環礁（ランギロアかんしょう）は南太平洋にあるフランス領ポリネシアに属するトゥアモトゥ諸島の北西部にある環礁。

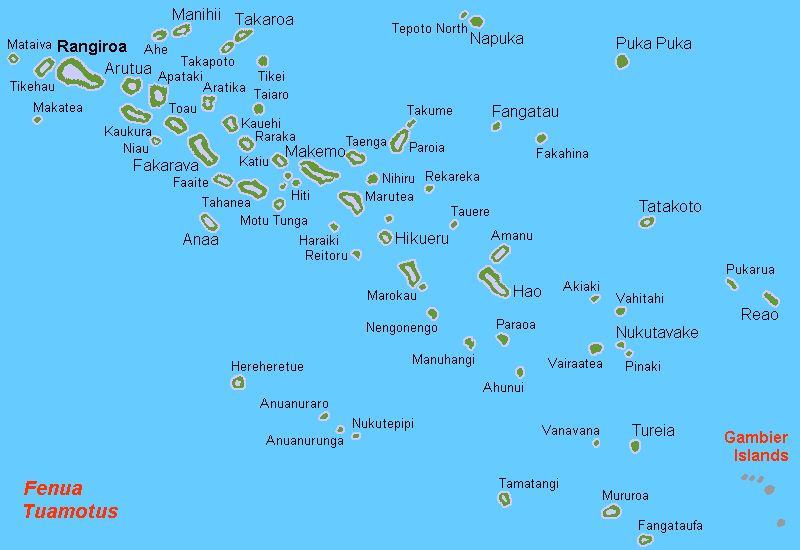
トゥアモトゥ諸島の地図 東西1300km、南北1000kmの範囲を描いたもの。左上から右に向かってマタイヴァ環礁、ティケハウ環礁、東西に長いランギロア環礁である。マカテア島はティケハウ環礁のすぐ南に描かれている。

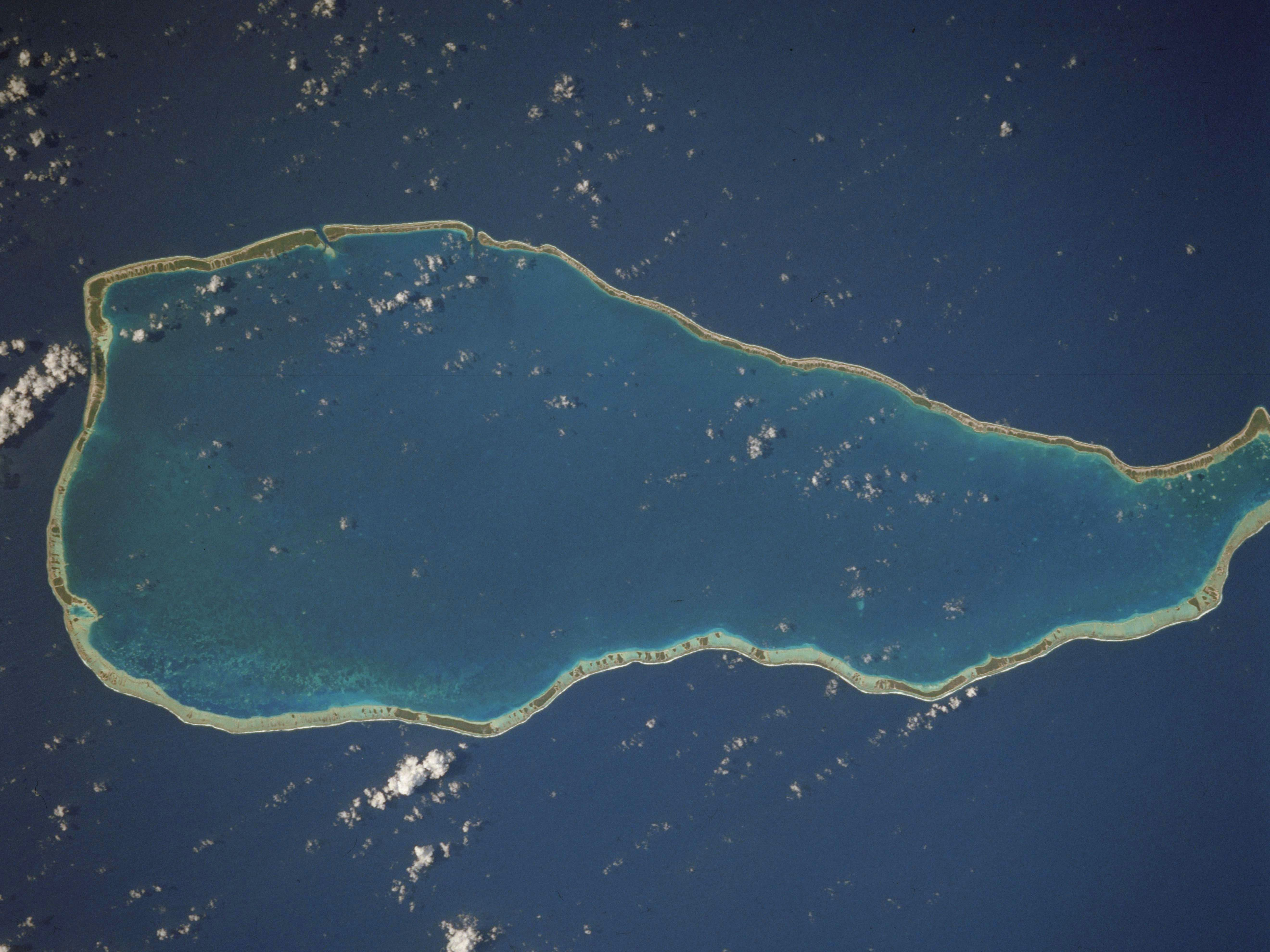
環礁の全景 衛星軌道からの写真

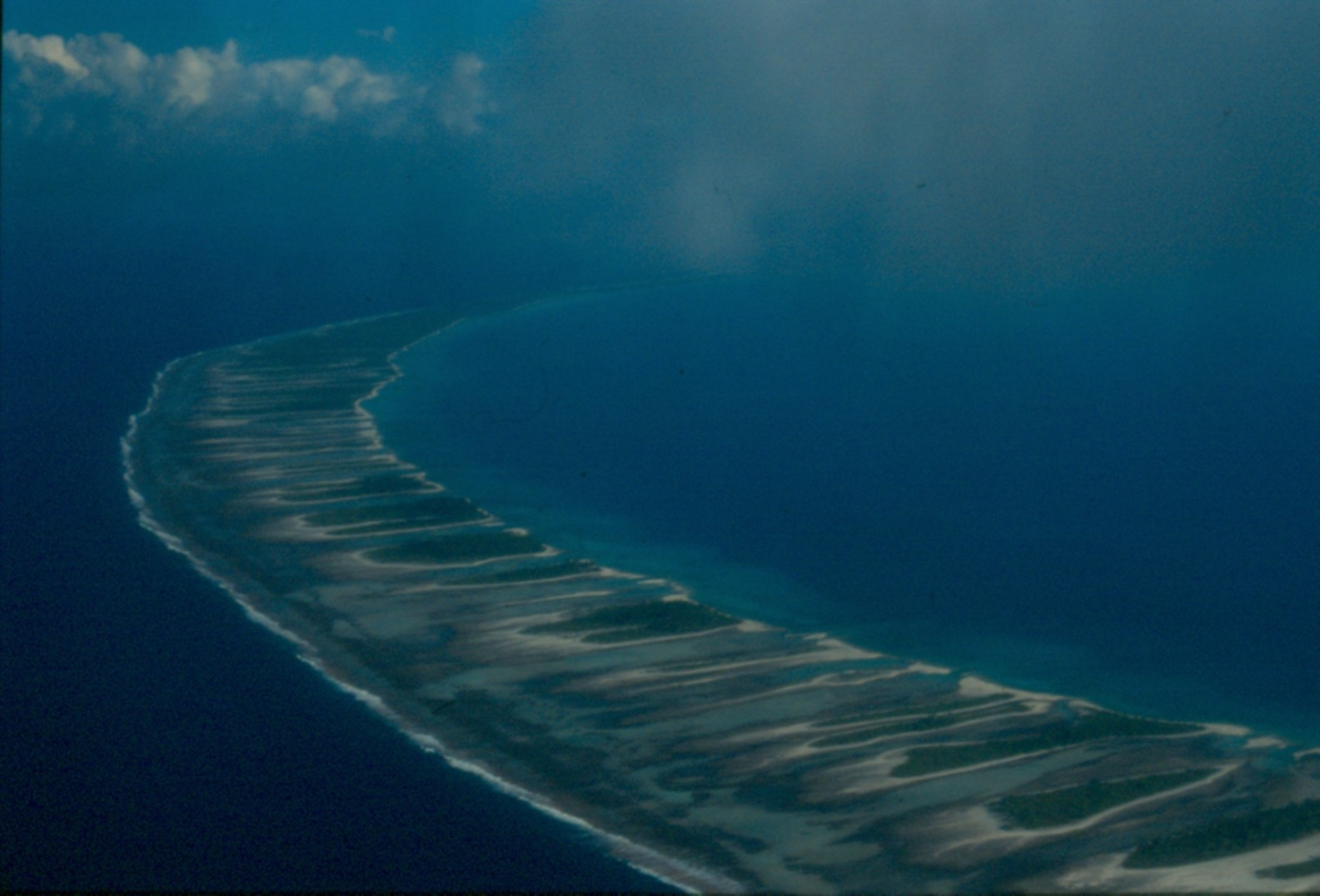
環礁の近景 西部を航空機から眺めたところ

## 地理
南緯14度05分、西経148度48分に位置し、タヒチ島パペーテの北東約355kmにあたる。北西から南東に82kmの長さで、幅は最も広い北西部で32km、狭い南東部で5kmである。陸地面積79km2を含む総面積は1763km2で、琵琶湖の面積の2.6倍に相当する。トゥアモトゥ諸島最大の環礁であり、世界でもマーシャル諸島のクワジャリン環礁（総面積約2190km2）に次ぐ第2位の面積である。
約415の島々から構成され、アヴァトル集落があるアヴァトル島（長さ15km、幅500m）、ティプタ集落があるティプタ島（長さ4km、幅300m）の他、北部のマヘレホナエ島、東部のテヴァロ島、南部のオテピピ島、フェヌアロア島、西部のテレイア島等がある。可渡水路は北部2箇所で、アヴァトル集落の北にアヴァトル・パス（またはフトゥアアラ・パス）、ティプタ集落の北にティプタ・パス（またはヒリア・パス）がある。この他、北西部のティヴァル・パス、テアヴァティア・パスは小型船のみ通行可能である。人口は2002年の調査で2334人で、トゥアモトゥ諸島の中で最も多く、アヴァトルとティプタにそれぞれほぼ半数ずつが居住する。近隣のマタイヴァ環礁、ティケハウ環礁、マカテア島とともにランギロア行政区を形成する。トゥアモトゥ諸島の中心地であり、観光客も諸島中最も多い。
島名はトゥアモトゥ語で「広大な(=roa)空(=ragi)」に由来する。タヒチ語では同じ意味でライロアと呼ばれている。

## 歴史
10世紀頃に初めて人が住み着いたと考えられ、当初、アヴァトル、ティプタの他の島々にも集落が存在した。ティヴァル島のアニヒアのマラエ、マヘレホナエ島のテホネのマラエはその当時の遺構と考えられている。口承では西部の集落は大災害で滅んだと伝えられているが、これは1560年頃に生じたと考えられる津波の事であると推定されている。
島を最初に訪れたヨーロッパ人は、オランダの航海者ヴィレム・スハウテンおよびヤーコプ・ルメールの一行で、1616年のことである。島は17世紀から18世紀初頭にかけて、トゥアモトゥ諸島北部の中核として栄え、大規模なマラエや今日の集落の礎が築かれた。しかし、18世紀半ばにアナア環礁の住民による襲撃を受けて多大な犠牲者を出し、生存者もティケハウ環礁、マカテア島、タヒチ島に逃れて、島は一時期荒廃した。
19世紀前半からそれら住民が帰還すると共に、1851年にはカトリックの宣教師が布教に訪れ、1865年からはアブラヤシのプランテーションが始められるなど、ヨーロッパ支配の歴史が始まった。20世紀初頭から半ばにかけてコプラの生産がピークに達した一方で、リン鉱石採掘で一時期人口2000人を超えたマカテア島へ、鮮魚の出荷が盛んに行われた。1965年に空港が開設された後は徐々に観光業が盛んになり、重要な産業のひとつになっている。近年では黒真珠養殖も行われている。

## 気候
気候は一年を通じて温暖であり、晴天率が90%以上と非常に高い。4月から11月の乾季には南東の貿易風が吹き続ける。7月8月は強風でラグーンが荒れやすく、外洋と変わらない高い波が起こることもある。雨季の12月から3月にかけても、降水量は少ない。水は雨水を貯めて利用する他、飲料にはタヒチ島のミネラル・ウォーターを多く利用している。
フランス領ポリネシア唯一のワイナリーがあり、2001年からワインの出荷を行っている。約20ヘクタールのブドウ畑はアヴァトルの北隣の島にあり、熱帯地方での栽培法を研究して収穫を可能とした。

## 観光
ダイビングの名所として有名であり、世界各地からダイバーが訪れる。ティプタ・パス等で潮の干満を利用して、外洋側からラグーンへと移動しながらのドリフトダイブがよく行われる。オニイトマキエイ（マンタ）やオニカマス（バラクーダ）等、大型の魚の群れとの遭遇が容易である。
ランギロア空港(IATA: RGI, ICAO: NTTG) はアヴァトル集落の南方にある。エアタヒチおよびエアモアナがタヒチ島パペーテのファアア国際空港から毎日2～4往復、直行で55～60分の便を運航している他、ボラボラ島からも週6往復航空便がある。また、ティケハウ環礁、マニヒ環礁、ファカラヴァ環礁への便もある。船便は6社がそれぞれ1～4回/月の割合で、タヒチ島や他の西部トゥアモトゥ諸島を結んで貨客船を運航している。
リゾートホテルが一つある他、ホテル、ペンション等がアヴァトル集落近辺を中心に十数軒ある。観光名所としては、西部のブルー・ラグーンや南東部のピンク・サンド・ビーチ等がある。